# Distrikt Sihuas
Der Distrikt Sihuas liegt in der Provinz Sihuas in der Region Ancash in West-Peru. Der Distrikt besitzt eine Fläche von 46 km². Beim Zensus 2017 wurden 5599 Einwohner gezählt. Im Jahr 1993 lag die Einwohnerzahl bei 5438, im Jahr 2007 bei 5562. Die Distriktverwaltung befindet sich in der 2716 m hoch gelegenen Provinzhauptstadt Sihuas mit 4436 Einwohnern (Stand 2017).

## Geographische Lage
Der Distrikt Sihuas liegt zentral in der Provinz Sihuas. Der Río Sihuas, linker Quellfluss des Río Rupac, durchquert den Distrikt in südöstlicher Richtung.
Der Distrikt Sihuas grenzt im Südwesten an den Distrikt Cashapampa, im Westen und im Norden an den Distrikt Ragash, im Osten an den Distrikt Huayllabamba sowie im Südosten an den Distrikt San Juan.